# Cosmos 368
Il Cosmos 368 era un satellite artificiale che fu lanciato l'8 ottobre 1970 dal cosmodromo di Baikonur con un razzo vettore Sojuz. Pesava 4.000 kg e apparteneva alla serie di satelliti spia Zenit. A differenza di altri satelliti della serie, il Cosmos 368 non ebbe il compito esclusivo di effettuare ricognizioni fotografiche a scopo militare, ma anche quello di effettuare studi scientifici sulle caratteristiche dello spazio esterno e ricerche di biologia. A bordo del satellite c'era un manichino, usato anche nel volo della sonda Zond 7, che venne usato per effettuare studi sull'effetto delle radiazioni cosmiche sull'organismo umano.